# Rio Dara (Drăgan)
O Rio Dara é um rio da Romênia, afluente do Drăgan, localizado no distrito de Cluj.